# Siévoz
Siévoz – miejscowość i gmina we Francji, w regionie Owernia-Rodan-Alpy, w departamencie Isère.
Według danych na rok 1990 gminę zamieszkiwały 102 osoby, a gęstość zaludnienia wynosiła 14 osób/km² (wśród 2880 gmin regionu Rodan-Alpy Siévoz plasuje się na 1519. miejscu pod względem liczby ludności, natomiast pod względem powierzchni na miejscu 1337.).